# Ruta Estatal de California 146
La Ruta Estatal de California 146, y abreviada SR 146 (en inglés: California State Route 146) es una carretera estatal estadounidense ubicada en el estado de California. La carretera inicia en el Oeste desde la US 101     cerca de Soledad hacia el Este en la SR 25     cerca de Paicines. La carretera tiene una longitud de 20,3 km (12.632 mi).

## Mantenimiento
Al igual que las autopistas interestatales, y las rutas federales y el resto de carreteras estatales, la Ruta Estatal de California 146 es administrada y mantenida por el Departamento de Transporte de California por sus siglas en inglés Caltrans.

## Cruces
| Condado | Localidad                   | Miliario | Destinos                                    | Notas                                       |
| --- | --------------------------- | -------- | ------------------------------------------- | ------------------------------------------- |
| Monterrey MON 0.00-10.08                                                                                                  | Soledad                     | 0.00     | US 101 – San Francisco, Los Ángeles         | Interchange                                 |
| Monterrey MON 0.00-10.08                                                                                                  | Soledad                     | 0.55     | Monterey Street                             |                                             |
| Monterrey MON 0.00-10.08                                                                                                  |                             | 3.48     | CR G15 (Metz Road) – King City              |                                             |
| San Benito SBT 10.08-15.15                                                                                                |                             | 10.19    | Lado oeste del Monumento Nacional Pinnacles | Lado oeste del Monumento Nacional Pinnacles |
| San Benito SBT 10.08-15.15                                                                                                | Tramo dividido de la SR 146 |          |                                             |                                             |
| San Benito SBT 10.08-15.15                                                                                                |                             | 12.71    | Lado este del Monumento Nacional Pinnacles  | Lado este del Monumento Nacional Pinnacles  |
| San Benito SBT 10.08-15.15                                                                                                |                             | 15.15    | SR 25 – Hollister, San Lucas, Coalinga      |                                             |
| 1.000 mi = 1.609 km; 1.000 km = 0.621 mi Cerrada/Antigua • Terminal concurrente • Acceso incompleto • Propuesta/Sin abrir |                             |          |                                             |                                             |